# Нестача вітаміну Е
Нестача вітаміну Е, інакше гіповітаміноз Е у людей, є дуже рідкісним станом, що виникає як наслідок порушень щодо поглинання жирів з їжі або обміну речовин, а не через харчування з низьким вмістом вітаміну Е. У сукупності EARs, RDAs, AIs та ULs для вітаміну E та інших основних поживних речовин, називаються дієтичними стандартними дозами споживання (DRI). Недостатній рівень вітаміну Е, може спричинити неврологічний розлад, оскільки погіршується провідність електричних імпульсів уздовж нервів, через зміни в структурі та роботі нервових мембран.

## Ознаки та симптоми
Ознаки дефіциту вітаміну Е охоплюють наступне:
- Нервово-м’язові питання — як от спино-мозочкова атаксія та міопатії[3].
- Неврологічні проблеми — можуть передбачати дизартрію, відсутність глибоких сухожилкових рефлексів, втрату здатності відчувати двигтіння та визначати, де перебувають частини тіла в тривимірному просторі, а також симптом Бабінскі[3].
- Гемолітична анемія — внаслідок окиснювального пошкодження еритроцитів[3].
- Ретинопатія[4][5]
- Порушення імунної відповіді[5]

## Причини
Брак вітаміну Е зустрічається зрідка. Немає записів про те, що це просто нестача вітаміну Е в харчуванні людини, натомість (як зазначено у передмові) це може виникнути через фізіологічні відхилення. Це відбувається у людей у таких становищах:
- Недоношені діти з дуже низькою вагою при народженні — вага при народженні менш ніж 1500 грамів[7].
- Рідкісні розлади метаболізму жирів. Існує рідкісне генетичне захворювання, яке називається ізольованим браком вітаміну Е або «атаксією з ізольованою нестачею вітаміну Е», спричинене мутаціями в гені білка перенесення токоферолу[8]. Ці люди мають надзвичайно низьку здатність засвоювати вітамін Е та у них розвиваються неврологічні ускладнення, які усуваються високими дозами вітаміну Е.
- Порушення всмоктування жиру — для всмоктування вітаміну Е зі шлунково-кишкового тракту потрібна певна кількість харчових жирів. Будь-хто з діагнозом муковісцидоз, особи, яким видалили частину або весь шлунок чи яким був шунтований шлунок, а також особи з проблемами мальабсорбції, як от хвороба Крона, захворювання печінки або екзокринна недостатність підшлункової залози, можуть не засвоювати жир (люди, які не можуть засвоювати жир часто виділяють жирний кал, або мають хронічну діарею та здуття). Абеталіпопротеїнемія є рідкісним спадковим розладом метаболізму жирів, що призводить до поганого засвоєння харчових жирів і вітаміну Е[9]. Дефіцит вітаміну Е, пов’язаний із цим захворюванням, викликає такі проблеми, як погана передача нервових імпульсів і м’язова слабкість.

## Діагностика
Для прикладу, Інститут медицини США, визначає недостатній рівень вітаміну Е, як концентрацію в сироватці крові менш як 12 мкмоль/л. Симптомів може бути достатньо для постановки діагнозу.

## Лікування
Лікування полягає в прийманні пероральних добавок вітаміну Е.